# マイ＝ンドンベ州
マイ＝ンドンベ州(マイ＝ンドンベしゅう、フランス語：Mai-Ndombe Province)は、コンゴ民主共和国南西部の州。
2005年の人口は176万8327人。
州都はイノンゴ。

## 隣接州
- 北：赤道州
- 北東：ツアパ州
- 東：カサイ州
- 南：クウィル州
- 南西：キンシャサ
- 西：プール地方

## 歴史
1962年、マイ＝ンドンベ州が設置された。
1966年、マイ＝ンドンベ州とクワンゴ州、クウィル州が合併し、バンドゥンドゥ州が設置された。
2015年、マイ＝ンドンベ県と高原県、バンドゥンドゥ市を合併し、マイ＝ンドンベ州が再設置された。

## 主要都市
- バンドゥンドゥ：14万3435人(2012年)
- イノンゴ：4万5159人(2009年)(州都)